# Johanna Quandt

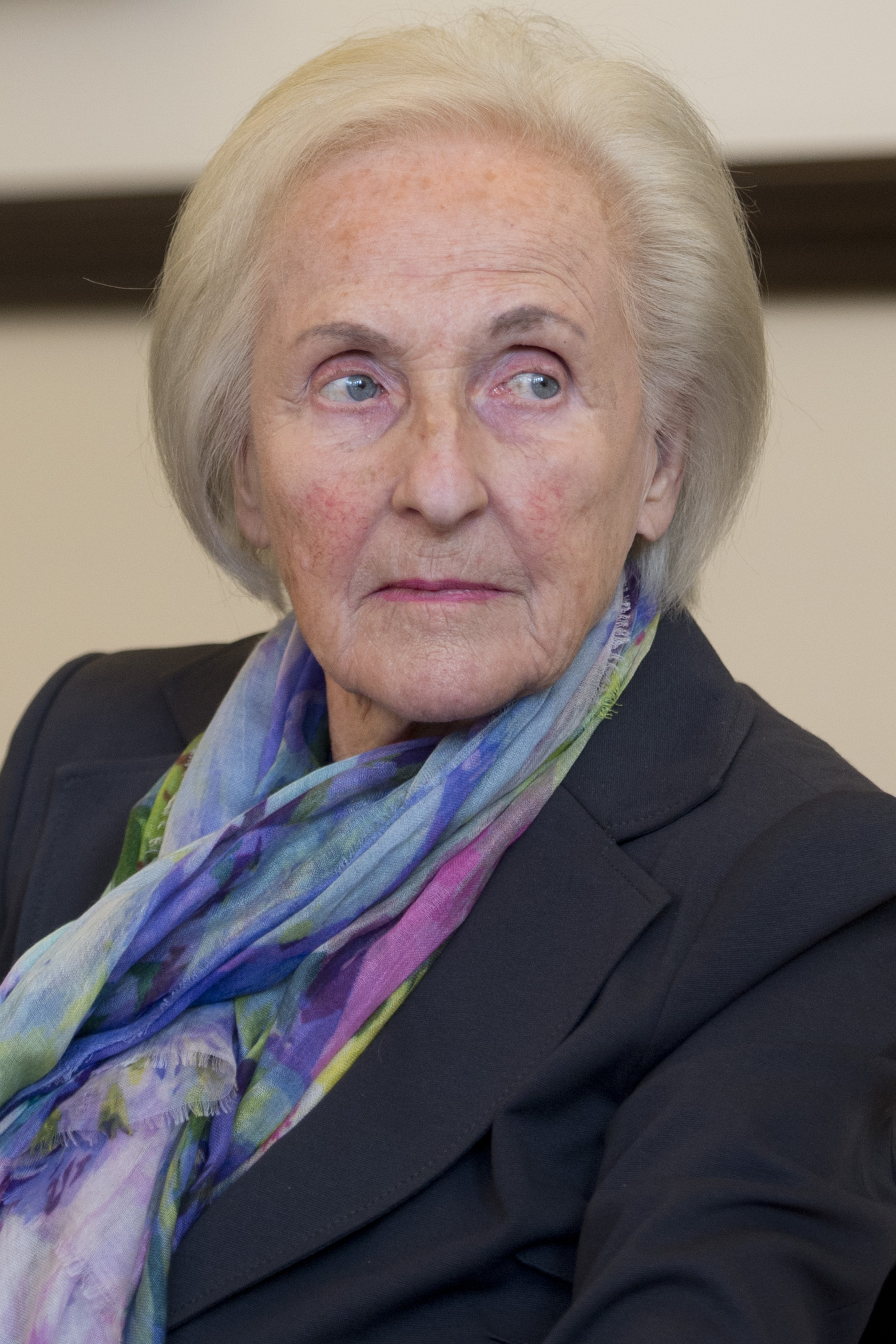
Johanna Maria Quandt (Berlin, 2012)

Johanna Maria Quandt (geborene Bruhn; * 21. Juni 1926 in Berlin; † 3. August 2015 in Bad Homburg vor der Höhe) war eine deutsche Großaktionärin (Bayerische Motoren Werke Aktiengesellschaft), Stifterin und Witwe des deutschen Industriellen Herbert Quandt.

## Leben
Quandt war die Tochter des Kunsthistorikers Wolfgang Bruhn und seiner Frau Marianne (geb. Rubner). Ihr Großvater mütterlicherseits war Max Rubner, der 1891 an der damaligen Friedrich-Wilhelms-Universität in Berlin (heute Humboldt-Universität) den Lehrstuhl für Hygiene von Robert Koch übernahm und das Hygiene-Institut der Uniklinik leitete.
Sie absolvierte in der Zeit des Zweiten Weltkriegs eine Ausbildung zur medizinisch-technische Assistentin und arbeitete einige Zeit als Krankenpflegerin im Lazarettdienst. Nach dem Ende des Zweiten Weltkriegs war sie für ein Jahr als Au-pair in den USA. Mitte der 1950er-Jahre wechselte sie in das Büro des Industriellen Herbert Quandt. Später arbeitete sie als dessen persönliche Assistentin und gewann großen Einfluss auf wirtschaftliche Entscheidungen. 1960 heiratete sie den zweimal Geschiedenen. Aus dieser Ehe gingen die Kinder Susanne (* 1962) und Stefan (* 1966) hervor. 1978 wurde ein Entführungsversuch auf sie und ihre Tochter Susanne Klatten von der Polizei verhindert.
Johanna Quandt zählte zu den reichsten Frauen Deutschlands. Unter anderem hielt sie 16,7 % der Anteile am Automobilhersteller BMW, bei dem sie ab 1982 Mitglied im Aufsichtsrat und von 1986 bis 1997 stellvertretende Aufsichtsratsvorsitzende war. Nach dem Tod ihres Mannes entwickelte sie seine vielfältigen Unternehmensbeteiligungen weiter und teilte dieses Erbe Ende der 1990er-Jahre unter ihren beiden Kindern auf, 2011 hielten sie zusammen 46,7 % der BMW-Stammaktien. Ihre Tochter Susanne Klatten und ihr Sohn Stefan Quandt sitzen seit zwanzig Jahren im Aufsichtsrat von BMW.
In den Jahren 2002 und 2003 spendete sie der CDU und der FDP insgesamt 325.000 Euro, im Jahr 2008 gemeinsam mit ihren beiden Kindern 300.000 Euro. 2009 spendete sie 150.000 Euro an die CDU, ihre Kinder weitere 300.000. 2013 spendeten die drei jeweils 300.000 Euro, davon jeweils 70.000 an die FDP sowie 230.000 an die CDU. Sie gehörte damit zu den größten Parteispendern in Deutschland und stand aufgrund der vermuteten Einflussnahme auf die Politik in der Kritik. Der gemeinnützige Verein Lobbycontrol stellte beispielsweise die hohen Spenden in 2013 in direkten Zusammenhang mit einer Entscheidung über EU-Abgasnormen. Von 2013 bis zu Quandts Tod im Jahr 2015 waren keine Großspenden mehr zu verzeichnen. Ihre Kinder spendeten aber weiterhin, insgesamt 650.000 Euro im Zeitraum von 2013 bis 2023.
Die Quandts teilten sich eine Dividende in Höhe von rund 365 Millionen Euro (2010) und 647 Millionen Euro (2011). Damit brachte die Beteiligung der Familie an BMW in zwei Jahren mehr als eine Milliarde Euro ein.
Johanna Quandt war Trägerin der Ehrenplakette der Stadt Bad Homburg vor der Höhe. Auf dem dortigen Waldfriedhof wurde sie beigesetzt.

## Vermögen
Das Vermögen von Johanna Quandt wurde auf 13,9 Milliarden US-Dollar geschätzt. Damit belegte sie Platz 77 auf der Forbes-Liste des Jahres 2015 der reichsten Menschen der Welt und Platz 8 auf der Liste der 500 reichsten Deutschen des manager magazins. Sie war nach ihrer Tochter Susanne Klatten laut Forbes 2015 die zweitreichste Frau Deutschlands.

## Quandt-Stiftung
1995 rief sie die Johanna-Quandt-Stiftung ins Leben, die das Verständnis von marktwirtschaftlicher Ordnung und privatem Unternehmertum als Träger der wirtschaftlichen Entwicklung in der Öffentlichkeit und den Medien fördert. 2005 wurde sie aufgrund ihres Engagements für die Behandlung krebskranker Kinder im Universitätsklinikum und der Frankfurter Kinderkrebshilfe zur Ehrensenatorin der Johann Wolfgang Goethe-Universität Frankfurt am Main ernannt. 2009 wurde sie mit dem Großen Bundesverdienstkreuz ausgezeichnet. Gemeinsam mit dem Berliner Universitätsklinikum Charité hat sie im Dezember 2005 die Stiftung Charité gegründet, die vor allem das unternehmerische Denken an der größten Universitätsklinik Europas fördern, aber auch wissenschaftliche Vorhaben unterstützen soll.